# Beloreck
Beloreck (orosz betűkkel: Белорецк, baskír írással: Белорет) város Oroszországban, a Baskír Köztársaságban.

## Népesség
- 2002-ben 85 247 lakosa volt, melyből 60 926 orosz, 14 775 baskír, 7122 tatár, 591 ukrán, 463 mari, 173 csecsen, 158 örmény, 146 fehérorosz, 144 csuvas, 105 mordvin, 42 udmurt.
- 2010-ben 68 806 lakosa volt, melyből 47 104 orosz, 12 791 baskír, 5835 tatár, 364 ukrán, 317 mari, 78 fehérorosz, 77 csuvas, 53 mordvin, 26 udmurt.